# Conny Nobell
Conny Nobell, född 25 april 2001 är en svensk varmblodig travhäst. Conny Nobell tränades av Björn Goop och Olle Goop.
Conny Nobell vann Elitloppet 2006 på Solvalla med Björn Goop i sulkyn. Genom vinsterna i Svenskt Travkriterium, Svenskt Travderby och Elitloppet lyckades han med en svår trippel som få travhästar klarat av. Conny Nobell dömdes som segrare i Elitloppet 2006 efter att ettan Jag de Bellouet och tvåan Lets Go blivit diskvalificerade på grund av dopning.

## Statistik
- Starter/Placeringar: 57   30-9-3[2]
- Rekord: *1.17,5m; 1.13,4l; *1.09,9ak; 1.11,3am; 1.13,9al
- Prissumma: 13 890 434 kr (dec. 2009)
- Härstamning: Pearsall Hanover (US) - Rying in Peace (SE) e. Peace on Earth (SE)
- Född: 25 april 2001
- Segrar: Svenskt Travkriterium 2004, Breeders' Crown 2004, Konung Gustaf V:s Pokal 2005, Ina Scots Ära 2005, Svenskt Travderby 2005, Grand Prix l’UET 2005, Elitloppet 2006
- Uppfödare: Lennart Eriksson, Fjärås
- Tränare: Björn Goop (2003–2005), Olle Goop (2006–2009)
- Kusk: Björn Goop